# 西川五郎
西川 五郎（にしかわ ごろう、1911年（明治44年）10月1日 - 1999年（平成11年）2月14日）は、日本の実業家。西川産業社長、昭和西川社長,大阪西川社長、京都西川会長。

## 経歴
現在の滋賀県近江八幡市出身。貴族院議員や八幡銀行頭取を務めた十二代西川甚五郎の五男として1911年に生まれる。西川産業会長、参議院議員、北海道開発庁長官を務めた十三代西川甚五郎は実の兄。慶應義塾大学経済学部を卒業し、1967年に西川産業の社長に就任した。
1968年にはグッドデザイン賞を初受賞し、1970年には新合繊わたファロンを開発した。他にも、積極的に業界初の試みをしていった。1971年にはデザイナー　ウンガロとデザイン提携をし、1972年には森英恵やmarimekko社と提携した。1984年には今の西川産業の礎である日本睡眠科学研究所を設立、そして2010年で終えたBurberry社との提携を始めた。